# DRB-HICOM FC
DRB-HICOM FC는 말레이시아의 축구 축구 클럽이다. 이 클럽은 2010년부터 2016년까지 말레이시아 프리미어 리그 (국내 프로 리그 2부 리그인 Liga M)에서 뛰다가 리그에서 탈퇴했다. 이와 동시에 클럽의 2군 팀인(구 DRB-HICOM 2로 알려짐)이 아마추어 리그에서 계속 경쟁하기로 결정되었고, 현재 DRB-HICOM FC는 2014년부터 계속해서 뛰고 있는 쿠알라룸푸르 축구 협회(KLFA)리그에 참여하고 있다. 현재 팀은 DRB-HICOM Group of Companies의 직원들과 경험이 풍부한 현지의 플레이어들로 구성되어 있다.
이 클럽은 일반적으로 The Great Bees(D'GreatBees)로 알려져 있으며, Tanjung Malim 의 Proton City Stadium을 과거에 공식 홈구장으로 사용했다. 시설이 잘 갖춰진 경기장은 현재 3,000명의 팬을 수용할 수 있으나, 현재 팀은 Klang Valley의 리그에서 뛰고 있기 때문에 DRB-HICOM FC는 현재 Shah Alam의 Glenmarie에 있으며, PROTON Casting Plant는 약 3 DRB-HICOM Berhad 본사에서 km 떨어져 있다. 

## 선수 명단

### 역대
- 권준(2014)
- 김진용(2016)